# Gansu
Gansu (en chino, 甘肃; pinyin, Gānsùⓘ) es una provincia de la República Popular China. Su capital es Lanzhou.
Está ubicada en la región China del Noroeste, limitando al norte con Mongolia, Mongolia Interior y Ningxia, al este con Shaanxi, al sur con Sichuan, y al oeste con Qinghai y Sinkiang. Con 454 000 km² es la sexta entidad subnacional más extensa del país —por detrás de Sinkiang, Tíbet, Mongolia Interior, Qinghai y Sichuan— y con 56,43 hab/km², la quinta menos densamente poblada, por delante de Mongolia Interior, Sinkiang, Qinghai y Tíbet, la menos densamente poblada. 
Aparte de la capital, son importantes las ciudades Tianshui y Dingxi. Gansu es uno de los hábitats naturales del panda gigante.

## Toponimia
El nombre Gansu tiene su origen en la dinastía Song y es un acrónimo del nombre de las dos prefecturas principales establecidas en la provincia durante las dinastías Sui (prefectura de Gan, cerca de la ciudad de Zhangyi) y Tang (prefectura de Su, cerca de la actual ciudad de Jiuquan). Etimológicamente, provienen de 甘 gān - Ganzhou (Zhangye) y 肃 sù - Suzhou (Jiuquan).

## Historia
El nombre de Gansu es un nombre compuesto utilizado por primera vez durante la dinastía Song. Es una combinación de los nombres de dos prefecturas (州) de las dinastías Sui y Tang: Gan (alrededor de Zhangye) y Su (alrededor de Jiuquan). Su parte oriental forma parte de una de las cunas de la antigua civilización china.

### Antiguo Gansu
En la prehistoria, Gansu acogió culturas neolíticas. La cultura Dadiwan, de la que se han excavado artefactos arqueológicamente significativos, floreció en el extremo oriental de Gansu desde el 6000 a. C. hasta el 3000 a. C. aproximadamente. La cultura Majiayao y parte de la cultura Qijia arraigaron en Gansu desde el 3100 a. C. hasta el 2700 a. C. y desde el 2400 a. C. hasta el 1900 a. C. respectivamente.
Los yuezhi vivían originalmente en la parte más occidental de Gansu hasta que fueron obligados a emigrar por los xiongnu alrededor del año 177 a. C.
El Estado de Qin, conocido en China como el estado fundador del imperio chino, surgió de la parte sureste de Gansu, concretamente de la zona de Tianshui. Se cree que el nombre Qin se originó, en parte, en esta zona. En Fangmatan, cerca de Tianshui, se han excavado tumbas y artefactos Qin, incluido un mapa del condado de Guixian de 2200 años de antigüedad.

### Época imperial

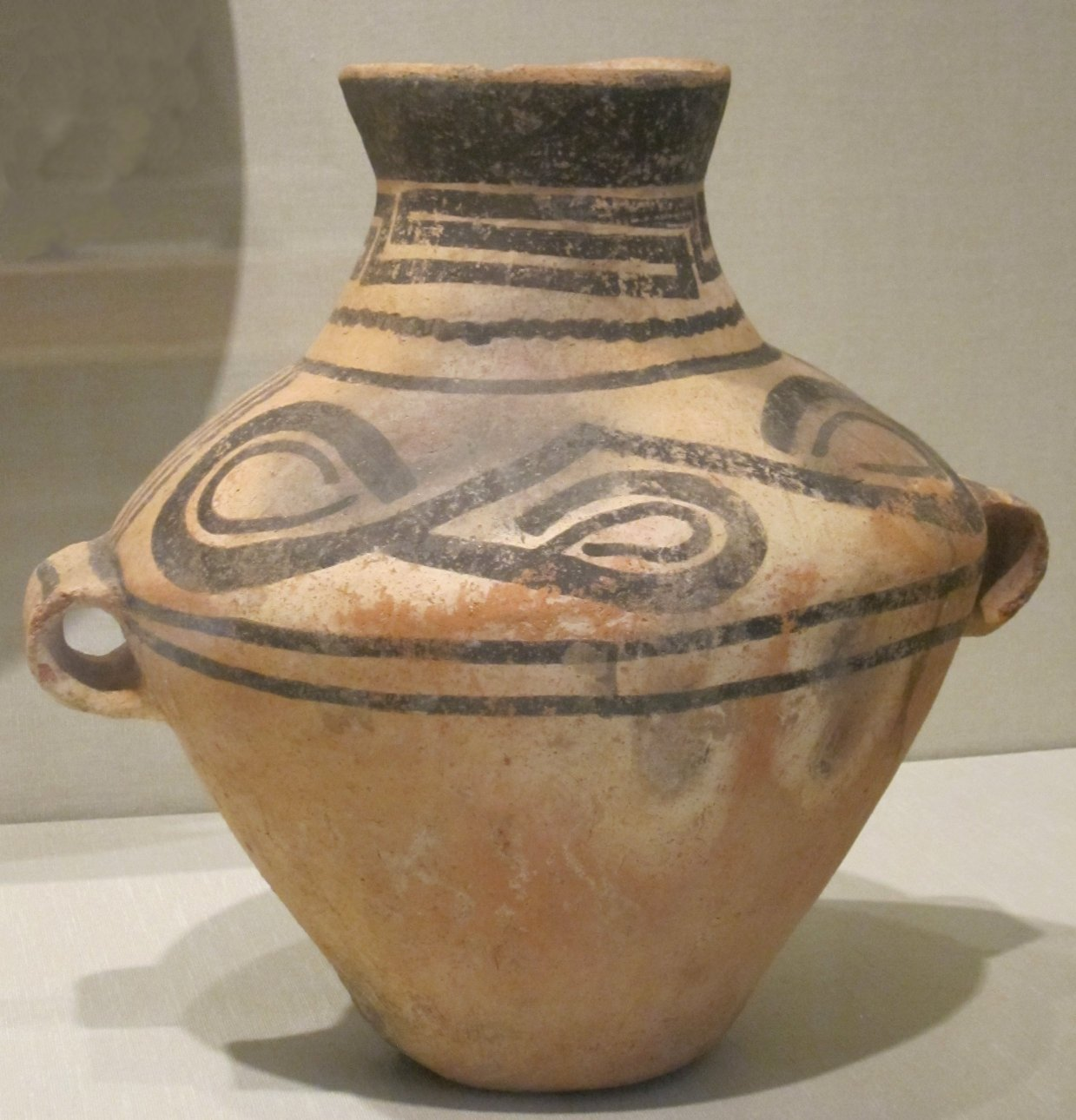
Jarra de la época de la cultura Xindian con dos asas descubierta en Gansu, que data de alrededor del 1000 a. C.

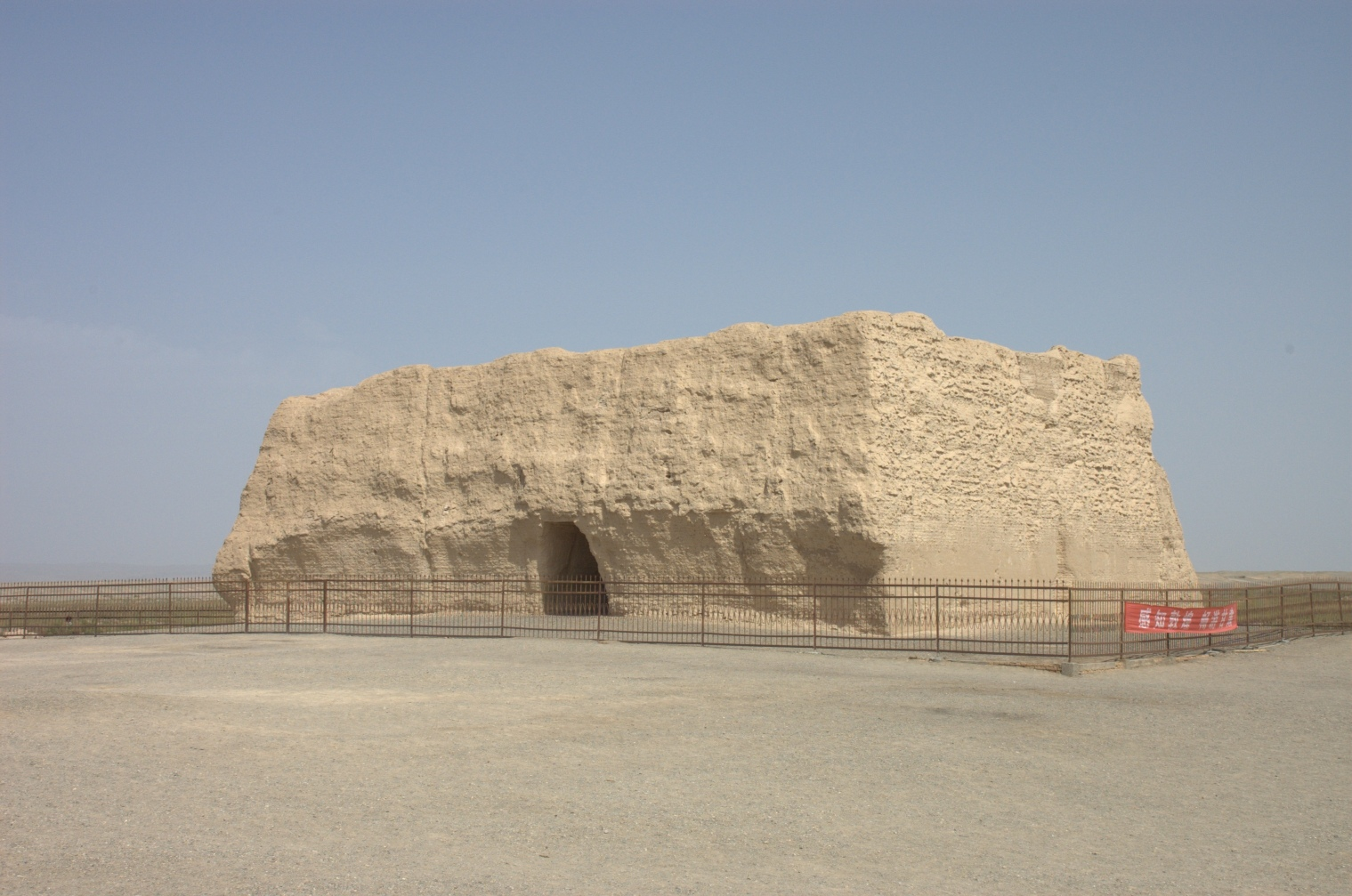
Las ruinas de una puerta en el paso de Yumen, construida durante la dinastía Jin (266-420).

En la época imperial, Gansu era un importante puesto estratégico y enlace de comunicaciones para el imperio chino, ya que el Corredor de Hexi recorre el "cuello" de la provincia. La dinastía Han extendió la Gran Muralla a lo largo de este corredor, construyendo las estratégicas ciudades fuertes de Yumenguan (paso de la Puerta de Jade, cerca de Dunhuang) y Yangguan. Allí se encuentran restos de la muralla y de las ciudades. La dinastía Ming construyó el puesto avanzado de Jiayuguan en Gansu. Al oeste de Yumenguan y de las montañas Qilian, en el extremo noroeste de la provincia, vivían los yuezhi, los wusun y otras tribus nómadas, que ocasionalmente figuraban en la geopolítica regional imperial china.
Por el tratado de Qingshui, celebrado en 823 entre el Imperio tibetano y la dinastía Tang, China perdió gran parte de la provincia occidental de Gansu durante un periodo significativo.
Tras la caída del kaganato uigur, se estableció un estado budista yugur (uigur) llamado reino uigur de Ganzhou, formado por uigures emigrados del kaganato en parte de Gansu, que duró desde 848 hasta 1036 d. C.
A lo largo de la Ruta de la seda, Gansu era una provincia económicamente importante, así como una vía de transmisión cultural. Los templos y grutas budistas, como los de las Cuevas de Mogao ("Cuevas de los Mil Budas") y las Cuevas de Maijishan, contienen murales artística e históricamente reveladores. En agosto de 2006 se descubrió una forma temprana de papel con inscripciones en caracteres chinos que data del año 8 a. C. en el emplazamiento de una guarnición Han occidental cerca del paso de Yumen.
La dinastía Xixia o Xia Occidental controlaba gran parte de Gansu, así como Ningxia.
La provincia fue también el origen de la revuelta de Dungan de 1862-77. Entre las fuerzas Qing había generales musulmanes, como Ma Zhan'ao y Ma Anliang, que ayudaron a los Qing a aplastar a los musulmanes rebeldes. La revuelta se había extendido a Gansu desde la vecina Qinghai.
Hubo otra revuelta de Dungan entre 1895 y 1896.

### China republicana
Como resultado de los frecuentes terremotos, sequías y hambrunas, el progreso económico de Gansu fue significativamente más lento que el de otras provincias de China hasta hace relativamente poco. Basándose en los abundantes recursos minerales de la zona, ha comenzado a convertirse en un centro industrial vital. Un terremoto en Gansu de 8,6 grados en la escala de Richter mató a unas 180.000 personas, la mayoría en la actual zona de Ningxia, en 1920, y otro de 7,6 grados mató a 275 en 1932.
El conflicto musulmán en Gansu (1927-1930) fue un conflicto contra el Guominjun.
Mientras el general musulmán Ma Hongbin era presidente en funciones de la provincia, el general musulmán Ma Buqing tenía prácticamente el control de Gansu en 1940. El distrito de Liangzhou, en Wuwei, era antes su cuartel general en Gansu, donde controlaba a 15 millones de musulmanes. Xinjiang quedó bajo el control del Kuomintang (nacionalista) después de que sus soldados entraran por Gansu. Tienshui, en Gansu, fue el escenario de un combate entre aviones de guerra japoneses y chinos.
Gansu era vulnerable a la penetración soviética a través de Xinjiang. Gansu fue una vía de paso para los suministros de guerra soviéticos para la República de China durante la segunda guerra sino-japonesa. Lanzhou era un punto de destino a través de una carretera que venía de Dihua (Ürümqi). El aeródromo de Gonxingdun era una de las varias bases aéreas en las que operaba la Fuerza Aérea China en defensa de Gansu. Gansu suministró a China en tiempos de guerra la mayor parte del petróleo de origen local de los pozos petrolíferos de Yumen Laojunmiao a partir del verano de 1939, produciendo 250.000 toneladas de crudo en esos años de guerra. Lanzhou y Lhasa fueron designadas como receptoras de un nuevo ferrocarril.
La insurgencia islámica del Kuomintang en China (1950-1958) fue una prolongación de la guerra civil china en varias provincias, incluida Gansu.

## División administrativa
Gansu está dividida en 12 ciudades prefecturas y 2 prefecturas autónomas:
| Divisiones administrativas de Gansu                                                                              | Divisiones administrativas de Gansu    | Divisiones administrativas de Gansu | Divisiones administrativas de Gansu | Divisiones administrativas de Gansu | Divisiones administrativas de Gansu | Divisiones administrativas de Gansu | Divisiones administrativas de Gansu | Divisiones administrativas de Gansu |
| --- | -------------------------------------- | ----------------------------------- | ----------------------------------- | ----------------------------------- | ----------------------------------- | ----------------------------------- | ----------------------------------- | ----------------------------------- |
| Lanzhou Jiayuguan Jinchang Baiyin Tianshui Wuwei Zhangye Pingliang Jiuquan Qingyang Dingxi Longnan Linxia Gannan |                                        |                                     |                                     |                                     |                                     |                                     |                                     |                                     |
| Código de división                                                                                               | División                               | Área en km2                         | Población (censo de 2010)           | Sede                                | Divisiones                          | Divisiones                          | Divisiones                          | Divisiones                          |
| Código de división                                                                                               | División                               | Área en km2                         | Población (censo de 2010)           | Sede                                | Distritos                           | Condados                            | Condados autónomos                  | Ciudades-condado                    |
| 620000 | Gansu Province                         | 425800.00                           | 25,575,254                          | Lanzhou city                        | 17                                  | 58                                  | 7                                   | 4                                   |
| 620100 | Ciudad de Lanzhou                      | 13,103.04                           | 3,616,163                           | Chengguan District                  | 5                                   | 3                                   |                                     |                                     |
| 620200 | Ciudad de Jiayuguan                    | 2,935.00                            | 231,853                             | Shengli Subdistrict                 |                                     |                                     |                                     |                                     |
| 620300 | Ciudad de Jinchang                     | 7,568.84                            | 464,050                             | Jinchuan District                   | 1                                   | 1                                   |                                     |                                     |
| 620400 | Ciudad de Baiyin                       | 20,164.09                           | 1,708,751                           | Baiyin District                     | 2                                   | 3                                   |                                     |                                     |
| 620500 | Ciudad de Tianshui                     | 14,312.13                           | 3,262,548                           | Qinzhou District                    | 2                                   | 4                                   | 1                                   |                                     |
| 620600 | Ciudad de Wuwei                        | 32,516.91                           | 1,815,054                           | Liangzhou District                  | 1                                   | 2                                   | 1                                   |                                     |
| 620700 | Ciudad de Zhangye                      | 39,436.54                           | 1,199,515                           | Ganzhou District                    | 1                                   | 4                                   | 1                                   |                                     |
| 620800 | Ciudad de Pingliang                    | 11,196.71                           | 2,068,033                           | Kongtong District                   | 1                                   | 6                                   |                                     |                                     |
| 620900 | Ciudad de Jiuquan                      | 193,973.78                          | 1,095,947                           | Suzhou District                     | 1                                   | 2                                   | 2                                   | 2                                   |
| 621000 | Ciudad de Qingyang                     | 27,219.71                           | 2,211,191                           | Xifeng District                     | 1                                   | 7                                   |                                     |                                     |
| 621100 | Ciudad de Dingxi                       | 19,646.14                           | 2,698,622                           | Anding District                     | 1                                   | 6                                   |                                     |                                     |
| 621200 | Ciudad de Longnan                      | 27,856.69                           | 2,567,718                           | Wudu District                       | 1                                   | 8                                   |                                     |                                     |
| 622900 | Prefectura autónoma hui de Linxia      | 8,116.57                            | 1,946,677                           | Ciudad de Linxia                    |                                     | 5                                   | 2                                   | 1                                   |
| 623000 | Prefectura autónoma tibetana de Gannan | 38,311.56                           | 689,132                             | Ciudad de Hezuo                     |                                     | 7                                   |                                     | 1                                   |

### Áreas urbanas
| Población por zonas urbanas de las prefecturas y ciudades de condado (censo de 2010) | Población por zonas urbanas de las prefecturas y ciudades de condado (censo de 2010) | Población por zonas urbanas de las prefecturas y ciudades de condado (censo de 2010) | Población por zonas urbanas de las prefecturas y ciudades de condado (censo de 2010) | Población por zonas urbanas de las prefecturas y ciudades de condado (censo de 2010) |
| #                                                                                    | Ciudad                                                                               | Área urbana                                                                          | Área distrital                                                                       | Ciudad propiamente dicha                                                             |
| ------------------------------------------------------------------------------------ | ------------------------------------------------------------------------------------ | ------------------------------------------------------------------------------------ | ------------------------------------------------------------------------------------ | ------------------------------------------------------------------------------------ |
| 1                                                                                    | Lanzhou                                                                              | 2,438,595                                                                            | 2,628,426                                                                            | 3,616,163                                                                            |
| 2                                                                                    | Tianshui                                                                             | 544,441                                                                              | 1,197,174                                                                            | 3,262,549                                                                            |
| 3                                                                                    | Baiyin                                                                               | 362,363                                                                              | 486,799                                                                              | 1,708,752                                                                            |
| 4                                                                                    | Wuwei                                                                                | 331,370                                                                              | 1,010,295                                                                            | 1,815,059                                                                            |
| 5                                                                                    | Jiuquan                                                                              | 255,739                                                                              | 428,346                                                                              | 1,095,947                                                                            |
| 6                                                                                    | Pingliang                                                                            | 248,421                                                                              | 504,848                                                                              | 2,068,033                                                                            |
| 7                                                                                    | Linxia                                                                               | 220,895                                                                              | 274,466                                                                              | parte de Linxia                                                                      |
| 8                                                                                    | Zhangye                                                                              | 216,760                                                                              | 507,433                                                                              | 1,199,515                                                                            |
| 9                                                                                    | Jiayuguan                                                                            | 216,362                                                                              | 231,853                                                                              | 231,853                                                                              |
| 10                                                                                   | Jinchang                                                                             | 195,409                                                                              | 228,561                                                                              | 464,050                                                                              |
| 11                                                                                   | Qingyang                                                                             | 181,780                                                                              | 377,528                                                                              | 2,211,191                                                                            |
| 12                                                                                   | Dingxi                                                                               | 158,062                                                                              | 420,614                                                                              | 2,698,624                                                                            |
| 13                                                                                   | Longnan                                                                              | 136,468                                                                              | 555,004                                                                              | 2,567,718                                                                            |
| 14                                                                                   | Dunhuang                                                                             | 111,535                                                                              | 186,027                                                                              | véase Jiuquan                                                                        |
| (15)                                                                                 | Huating                                                                              | 88,454                                                                               | 189,333                                                                              | véase Pingliang                                                                      |
| 16                                                                                   | Yumen                                                                                | 78,940                                                                               | 159,792                                                                              | véase Jiuquan                                                                        |
| 17                                                                                   | Hezuo                                                                                | 57,384                                                                               | 90,290                                                                               | véase Gannan                                                                         |

## Geografía

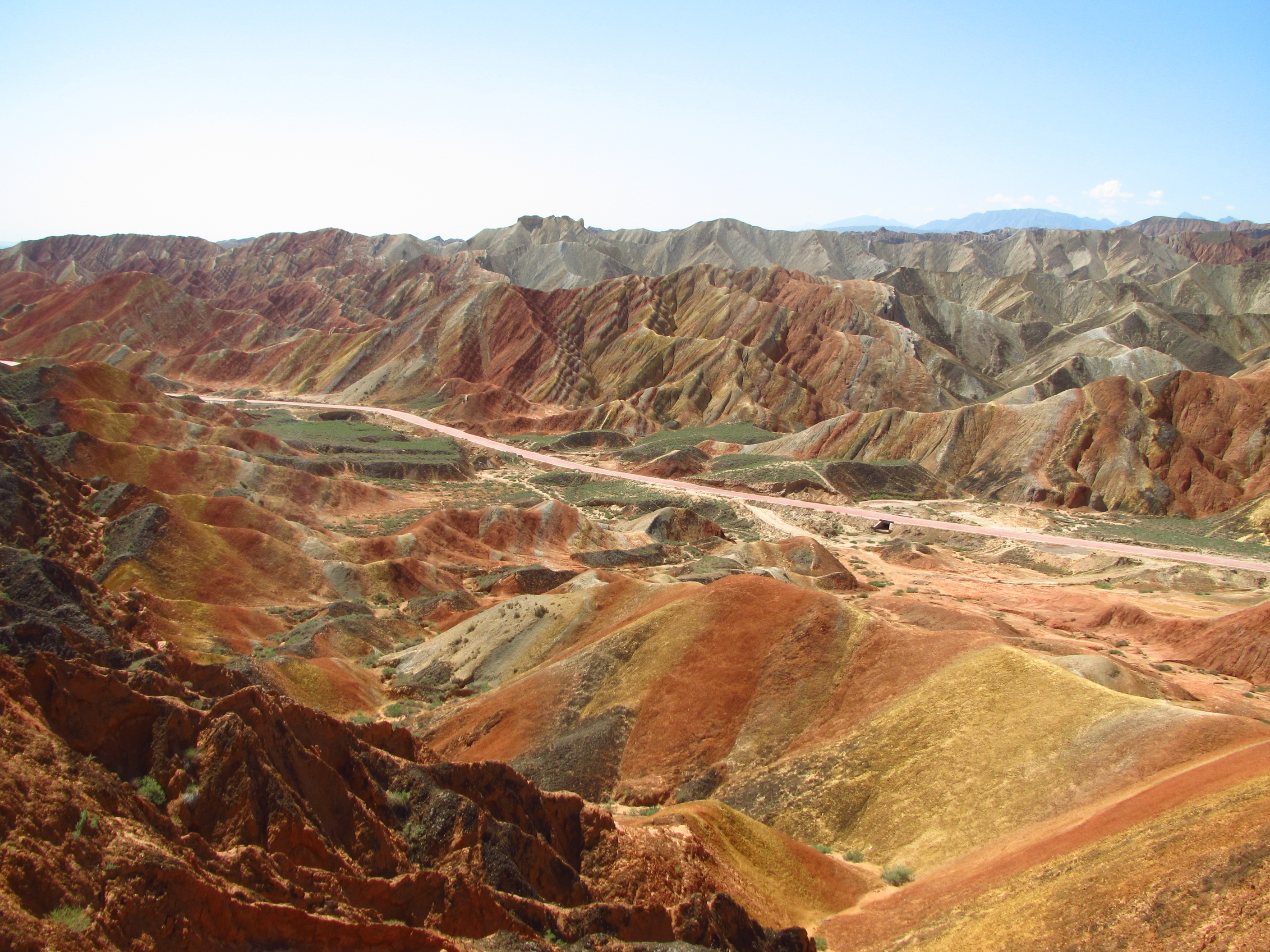
Formación geológica de Danxia en Zhangye, Patrimonio de la Humanidad.

Gansu tiene una superficie de 454 000 kilómetros cuadrados, y la mayor parte de su territorio está a más de 1000 metros sobre el nivel del mar. Se encuentra entre la meseta tibetana y la meseta de Loes, y limita con Mongolia (Provincia de Govi-Altay) al noroeste, Mongolia Interior y Ningxia al norte, Shaanxi al este, Sichuan al sur y Xinjiang al oeste. El río Amarillo atraviesa la parte sur de la provincia. La provincia contiene el centro geográfico de China, marcado por el Monumento al Centro del País a 35°50′40.9″N 103°27′7.5″E / 35.844694°N 103.452083°E. 
Parte del desierto de Gobi se encuentra en Gansu, así como pequeñas partes del desierto de Badain Jaran y del desierto de Tengger.
El río Amarillo recibe la mayor parte de su agua de Gansu, fluyendo directamente a través de Lanzhou. La zona de Wuwei forma parte de la cuenca del río Shiyang.
El paisaje de Gansu es muy montañoso en el sur y llano en el norte. Las montañas del sur forman parte de los montes Qilian, mientras que el extremo occidental de Altyn-Tagh contiene el punto más alto de la provincia, con 5830 metros.
Dentro de la provincia se encuentra un pasaje terrestre natural conocido como Corredor de Hexi, que se extiende unos 1000 kilómetros (620 mi) desde Lanzhou hasta la Puerta de Jade. Está limitado al norte por el desierto de Gobi y por las montañas de Qilian al sur.
En general, Gansu tiene un clima continental de semiárido a árido (Köppen BSk o BWk) con veranos de cálidos a calurosos e inviernos de fríos a muy fríos, aunque los rangos de temperatura diurnos suelen ser tan grandes que las máximas se mantienen por encima de los 0 °C incluso en invierno. Sin embargo, debido a la extrema altitud, algunas zonas de Gansu presentan un clima subártico (Dwc), con temperaturas invernales que a veces descienden a -40 °C. La mayor parte de las escasas precipitaciones se producen en los meses de verano: los inviernos son tan secos que la capa de nieve se limita a altitudes muy elevadas y la línea de nieve puede alcanzar los 5.500 metros (18.040 pies) en el suroeste.

## Economía
A pesar del reciente crecimiento de Gansu y del auge de la economía en el resto de China, Gansu sigue siendo considerada una de las provincias más pobres de China. Desde hace varios años, figura como una de las provincias con menor PIB per cápita. La provincia también presenta una gran diferencia de riqueza entre regiones y zonas urbanas frente a rurales. Las zonas más pobres son Dingxi, Longnan, Gannan y Linxia. Según los analistas, la economía local no ha cobrado impulso, mientras que otras provincias sí han conseguido aumentar su crecimiento económico.

### Agricultura

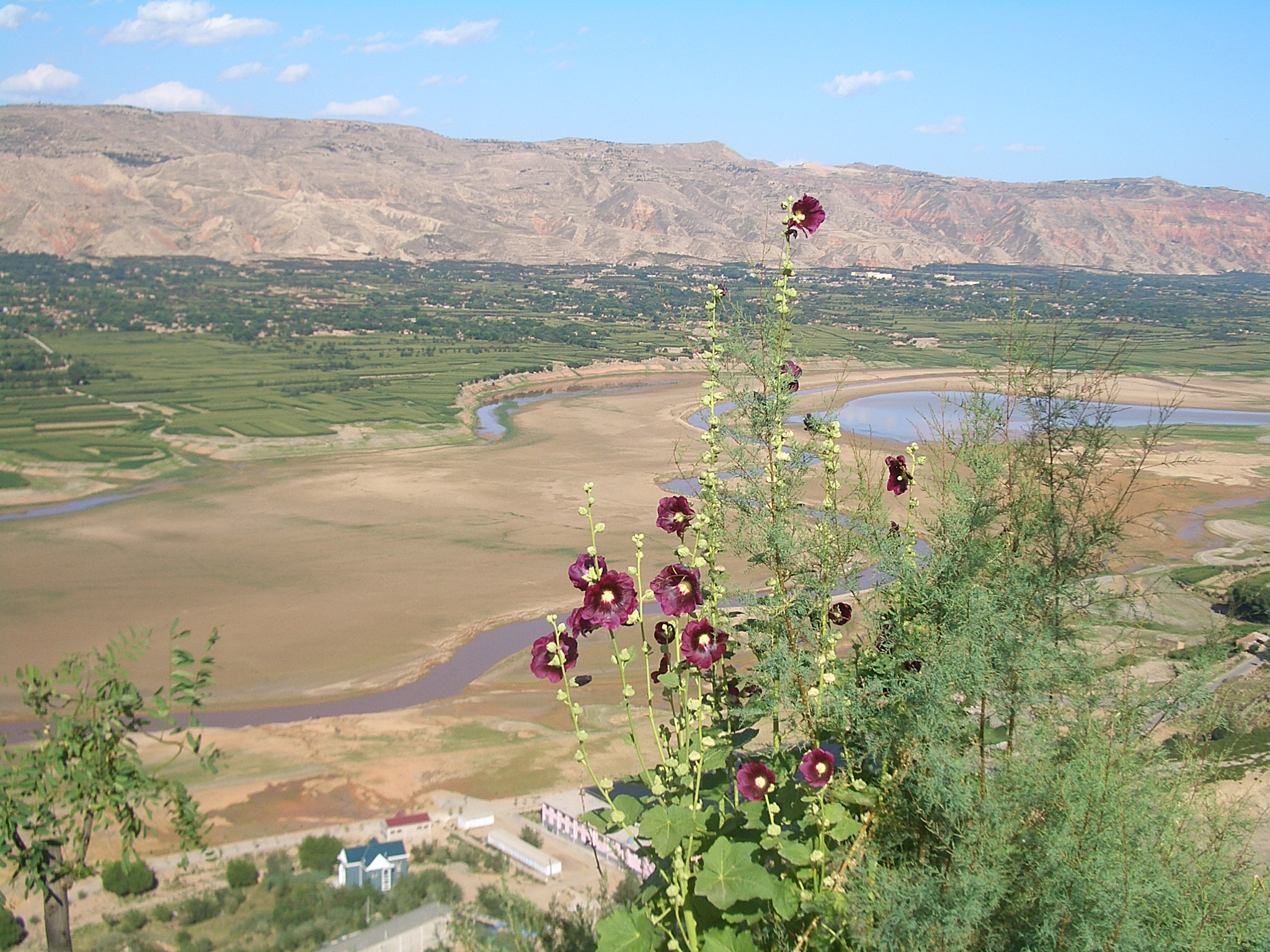
Tierras de cultivo en Linxiang.

Debido a las malas condiciones naturales, como la aridez, Gansu es una de las provincias chinas con menor superficie per cápita de tierra cultivable. La producción agrícola incluye el algodón, el aceite de linaza, el maíz, los melones (como el melón de miel, conocido localmente como el melón Bailan, el mijo y el trigo. [Gansu es conocido como fuente de hierbas medicinales silvestres que se utilizan en la medicina china. Sin embargo, la contaminación por metales pesados, como el cadmio en el agua de riego, ha provocado el envenenamiento de muchas hectáreas de terreno agrícola. El alcance y la naturaleza de la contaminación por metales pesados se considera un secreto de Estado.

### Industria
El sector industrial de Gansu se desarrolló tras la finalización del ferrocarril de Longhai en 1953 y se proyectó en el primer plan quinquenal de China. Hasta 2014, el sector industrial era el que más contribuía a la economía de Gansu. Las industrias más importantes son la petroquímica, la metalurgia no férrea, la maquinaria y la electrónica. La provincia es también una importante base de energía eólica y solar. Como consecuencia de las políticas de protección del medio ambiente, el sector industrial no crece. El sector manufacturero lleva varios años reduciéndose y tiene bajas cifras de inversión.
Gran parte de la economía de Gansu se basa en la minería y la extracción de minerales, especialmente de elementos de tierras raras. La provincia cuenta con importantes yacimientos de antimonio, cromo, carbón, cobalto, cobre, fluorita, yeso, iridio, hierro, plomo, piedra caliza, mercurio, mirabilita, níquel, petróleo crudo, platino, troilita, tungsteno y zinc, entre otros. Los yacimientos de petróleo de Yumen y Changqing se consideran importantes.
Gansu cuenta con los mayores yacimientos de níquel de China, que representan más del 90% de las reservas totales de níquel del país.

### Servicios

Actividad comercial en Lanzhou.

Desde 2014, el sector de los servicios es el mayor sector económico de Gansu. El turismo es un sector que adquiere cada vez más importancia.

### Zonas de desarrollo económico y tecnológico
Las principales zonas económicas y tecnológicas de Gansu son:
- La Zona Nacional de Desarrollo Económico y Tecnológico de Lanzhou se estableció en 1993, situada en el centro del distrito de Lanzhou Anning. La zona tiene una superficie planificada de 9,53 km² (3,68 millas cuadradas). En la zona se han establecido 17 colegios, 11 instituciones de investigación científica, 21 empresas grandes y medianas y otras 1735 empresas. Las principales industrias son la textil, el caucho, las plantas de fertilizantes, la refinería de petróleo, la petroquímica, la maquinaria y la industria metalúrgica.[34]
- Lanzhou New & Hi-Tech Industrial Development Zone, Lanzhou Hi-Tech Industrial Development Zone, una de las primeras 27 zonas nacionales de desarrollo industrial de alta tecnología, se estableció en 1998 con una superficie de más de 10 km². Está previsto que se amplíe otros 19 km². La zona se centra principalmente en la biotecnología, la industria química, los materiales de decoración de edificios y la tecnología de la información.[35]

## Cultura

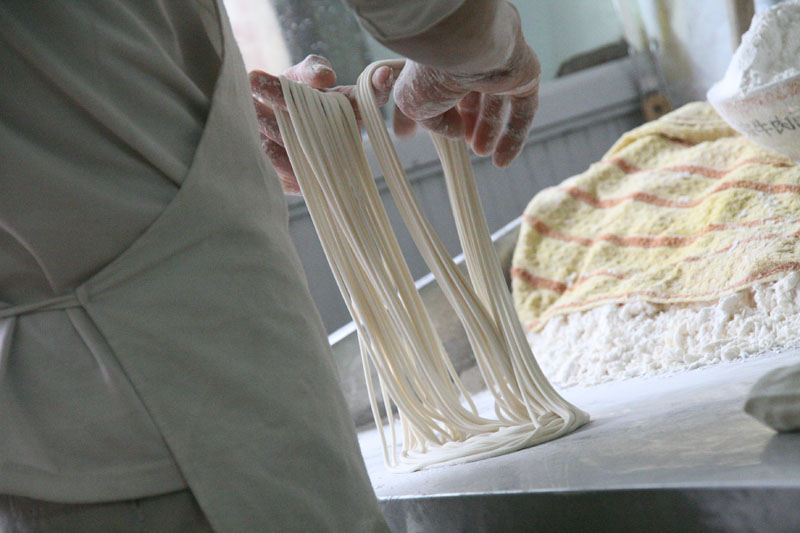
Lamian de Lanzhou, un plato típico de Gansu.

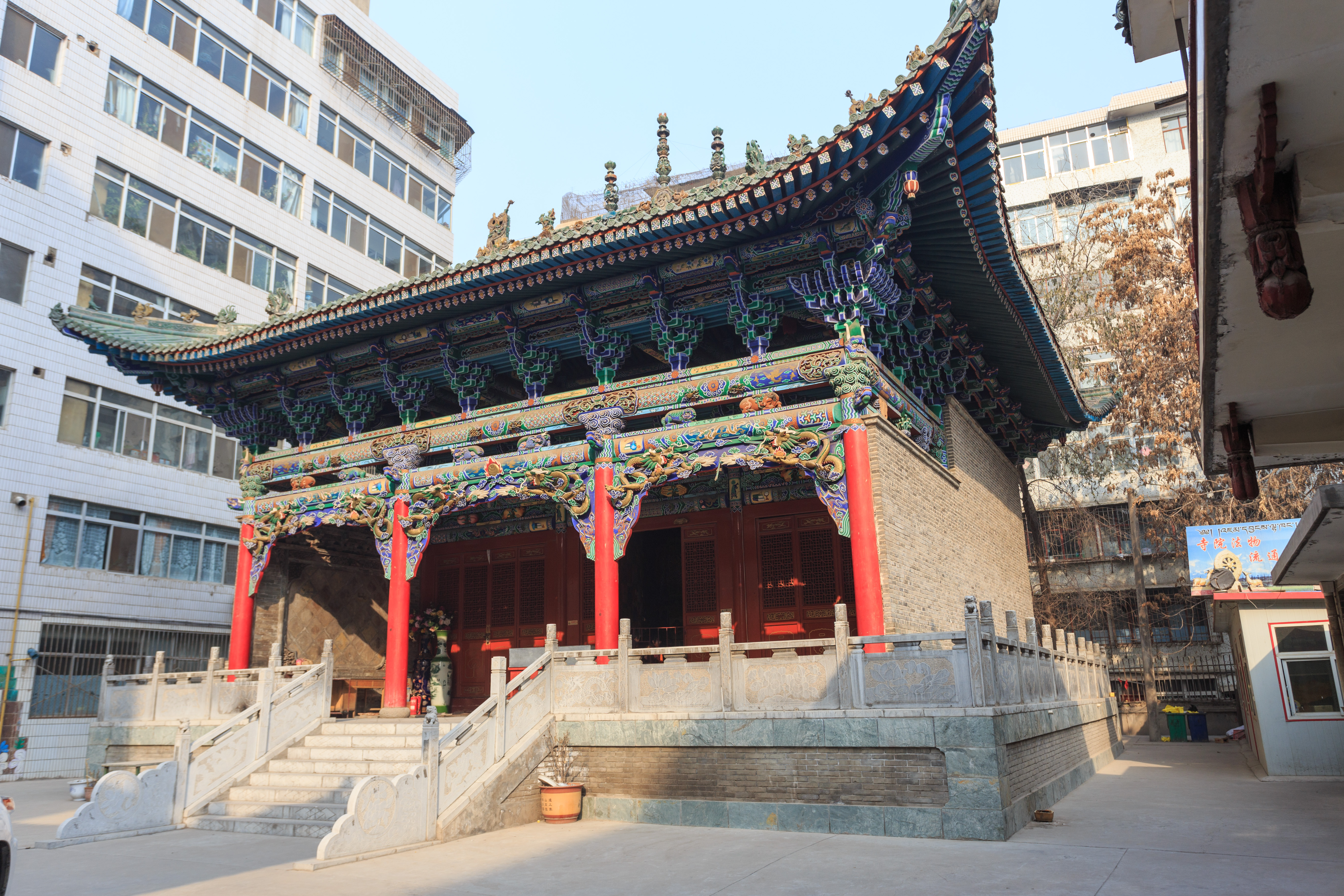
Mezquita musulmana.

Una variedad única de música folclórica china identificada popularmente con los pueblos locales de Gansu es el "Hua'er" (melodías floridas), y es popular entre los Han y los nueve grupos étnicos de Gansu. La cocina de Gansu se basa en los cultivos básicos de la zona: trigo, cebada, mijo, judías y boniatos. En China, Gansu es conocido por su lamian (fideos tirados), y por los restaurantes musulmanes que ofrecen la auténtica cocina de Gansu.
Según una encuesta realizada en 2012, alrededor del 12% de la población de Gansu pertenece a religiones organizadas, siendo los grupos más numerosos los budistas, con un 8,2%, seguidos de los musulmanes, con un 3,4%, los protestantes, con un 0,4%, y los católicos, con un 0,1% (en total, en 2012 los cristianos representaban el 0,5% de la población, lo que supone un descenso con respecto al 1,02% de 2004). Alrededor del 88% de la población puede ser irreligiosa o participar en la religión popular china, el budismo, el confucianismo, el taoísmo y las sectas religiosas populares.
Los restaurantes musulmanes son habituales, y ofrecen platos típicos chinos, pero sin productos derivados del cerdo, y en su lugar se hace hincapié en el cordero y el carnero. Gansu cuenta con numerosas obras de arte budista, como las Grutas de Maijishan. Dunhuang fue un importante centro del budismo en la Edad Media.